# Uebelmannia
Genre
Classification phylogénétique
Uebelmannia est un genre de la famille des cactus composé d'environ 7 espèces.
Il est originaire de l'état de Minas Gerais au Brésil. La première description a été faite en 1967 par Albert Frederik Hendrik Buining. Il l'a dédié au collectionneur botaniste suisse Werner J. Uebelmann (1921-2014)

## Description
Ce sont des cactus de forme sphérique ou cylindrique de taille moyenne (jusqu'à 75 cm) ne se ramifiant jamais.
L'épiderme est cireux, de couleur cendrée à argentée, avec de nombreuses cotes. Les aréoles sont proches les unes des autres et produisent des épines très rapprochées formant comme des crètes.
Les fleurs jaunes, de petite taille, apparaissent au sommet de la plante. Les fruits sont sphériques ou cylindriques, de petite taille, de couleur jaune ou rouge.

## Culture
Les Uebelmannia sont recherchés car décoratifs avec des cotes marquées et à séparation régulière. Mais ils sont difficiles à cultiver. Le greffage est une solution.
Ils demandent un éclairage tout au long de l'année et un substrat acide à neutre. Mais aussi une certaine humidité tout au long de l'année.
En hiver, la température ne doit pas descendre en dessous de 15 °C.
La floraison rare car une humidité estivale est nécessaire.

## Taxonomie
Uebelmannia gummifera était déjà connu depuis 1938 et décrit sous le genre Parodia. Il a paru nécessaire de créer un nouveau genre pour y loger ces nouvelles espèces. 

### Liste d'espèces
- Uebelmannia pectinifera, la plus connue
- Uebelmannia buiningii
- Uebelmannia pseudopectinifera
- Uebelmannia meninensis
- Uebelmannia flavispina
- Uebelmannia cinerea
- Uebelmannia gummifera, anciennement Parodia gummifera (1938)